# 学校法人桐蔭学園

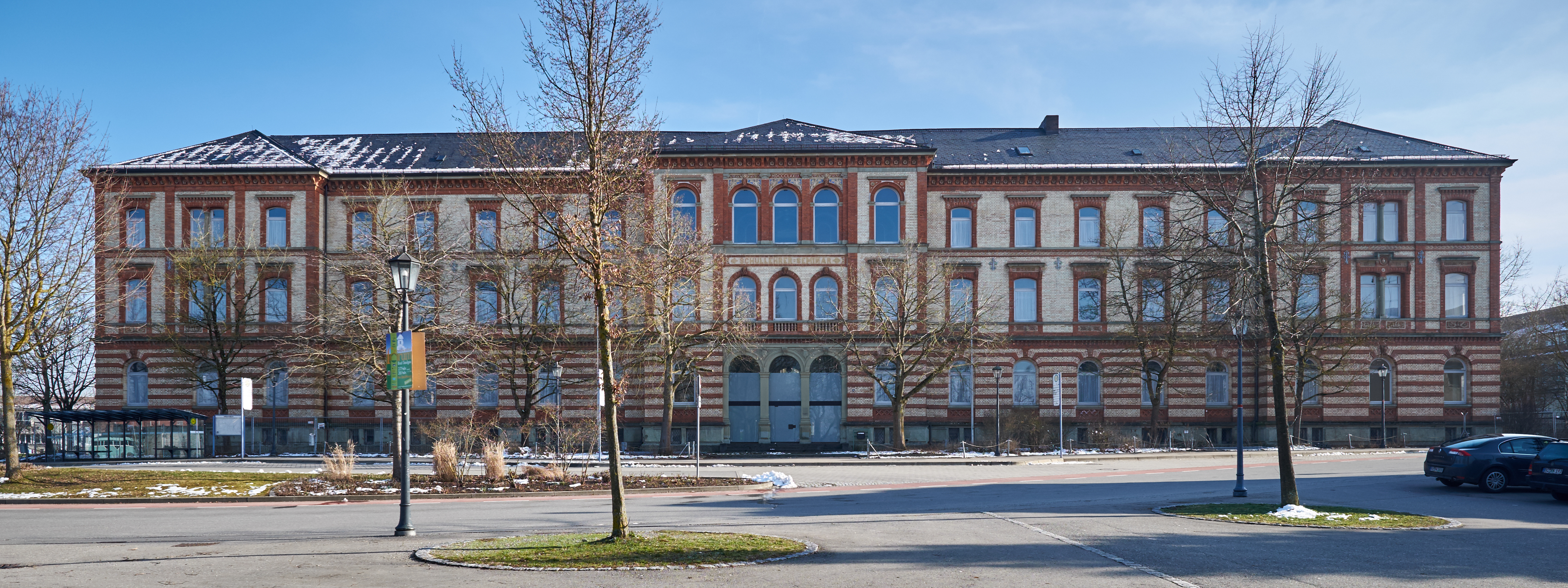
ドイツ桐蔭学園（2012年閉校）

学校法人桐蔭学園（がっこうほうじんとういんがくえん）は、日本の学校法人。
幼稚園から大学院を擁する総合学園であり、横浜市青葉区鉄町のキャンパスに所在する。
かつては、ドイツにドイツ桐蔭学園（2012年まで）、関連法人として横浜総合病院（総合病院）をも有していた。

## 概要
1964年（昭和39年）に、「公教育ではできない、私立ならではの教育」をスローガンに設立され、同時に桐蔭学園高等学校を開校する。設立当初から能力（習熟度）別クラス編成により、能力別の授業を行っている。
1965年に工業高等専門学校（男子校）を開校（1991年閉校）、1966年に中学校（2021年閉校）、翌年1967年に小学部、1969年には幼稚部（2年保育）を設立する。
1971年（昭和46年）に高校硬式野球部が第53回全国高等学校野球選手権大会において甲子園初出場・初優勝を遂げ、全国的にその名が知られることになる。
1981年女子部設立、1987年、高専の募集を停止し桐蔭学園横浜大学（現：桐蔭横浜大学）を設置する。1992年、ドイツ桐蔭学園を開校する（2012年閉校）。
1988年、メモリアルホール竣工（現：桐蔭シンフォニーホール）。1,700席を越えるこの芸術ホールでは、音楽、演劇、映画、講演などが催され、学園内の生徒たちが様々な芸術・文化に直に接することができる。
2001年（平成13年）4月、少数精鋭の教育に特化するために、マンモス校である桐蔭学園中学・高校から組織を分離し、桐蔭学園中等教育学校（男子4クラス約180名）を設置した。ただし、これは校舎は同じ敷地内に存在し、中等6年時（高校3年時）には高等学校・女子部との合同の授業も行われ、また校舎の設備・グランドなども共用、制服も同じであったが、中等教育学校の共学化にともない、中等と高校の合同授業は行われなくなった。ただ、一部の文化部は共同して部活動を行っている。
2004年法科大学院を設立。2018年度より学生募集を停止した。
中学校および高等学校は高2まで別学の男女併学、中等教育学校は男子校を採用していたが、2018年度に高校が、2019年度に中等教育学校が共学となった。これに伴い、中学校の募集は停止した。
学園創立者・初代理事長は、三菱化成工業（現：三菱化学）社長、茗渓会（東京高等師範→東京教育大→筑波大の同窓会）会長、茗渓学園理事長、科学技術学園理事長なども務めた柴田周吉。柴田周吉理事長の下で桐蔭学園の理事会の監事をしていた長男・柴田矩雄が1977年3月に死去し、後任監事として次男の柴田紘次が就任したが、1982年10月2日に柴田周吉理事長が亡くなった後、鵜川昇が学園創立以来の理事を一掃し、理事長と校長の両ポストに就いて学園長となった。また鵜川は後に、柴田と同様、茗渓会会長、茗渓学園理事長にも就任している。鵜川には、『一流校合格への父親学』など、いくつかの著書がある。2007年11月27日、鵜川は多臓器不全のため横浜総合病院にて死去した。
2007年12月8日の理事会において、学園創立以来の教諭であり、1971年に硬式野球部が全国優勝したときの責任教諭であった榊原滋が第3代の理事長に就任、中学・高校・中等教育学校の校長も兼ねていたが、2012年4月より、校長を退任、理事長専任となる。
2011年1月、高等学校のラグビー部が第90回全国高等学校ラグビーフットボール大会の決勝で東福岡高校と引き分け、両校優勝となった。
2012年6月より、弁護士の平岩敬一が理事長となる。
2015年5月、中等教育学校の模擬国連部が世界大会で準優勝を果たす。
2018年11月、高校硬式野球部が秋季関東大会優勝を果たし、翌年3月には第91回選抜高等学校野球大会に16年ぶりの出場を果たす。
2019年4月より、心理学者・教育学者の溝上慎一が理事長に就任。

## 沿革
- 1964年4月：学校法人桐蔭学園設立。桐蔭学園高等学校開設。
- 1965年4月 桐蔭学園工業高等専門学校（機械工学科･電気工学科･工業化学科）開設。
- 1966年4月：桐蔭学園中学校開設。
- 1967年4月：桐蔭学園小学部（現：桐蔭学園小学校）開設。
- 1969年4月：桐蔭学園幼稚部（現：桐蔭学園幼稚園）開設。
- 1971年4月：桐蔭学園桐蔭学園高等学校に理数科を開設。
- 1981年4月：桐蔭学園中学校・高等学校に女子部を開設（女子部は普通科のみ）。
- 1988年4月：桐蔭学園横浜大学（現：桐蔭横浜大学）工学部開設。桐蔭学園工業高等専門学校の学生募集を中止。
- 1991年11月：桐蔭学園工業高等専門学校廃止。
- 1992年4月：ドイツ桐蔭学園（中等部・高等部）開校。桐蔭学園横浜大学大学院工学研究科修士課程開設。
- 1997年4月：桐蔭学園横浜大学を桐蔭横浜大学に改称。同大大学院法学研究科修士課程開設。
- 2001年4月：桐蔭学園中等教育学校開設。
- 2012年3月：ドイツ桐蔭学園（中等部・高等部）閉校。
- 2018年4月：桐蔭学園高等学校が男女共学となる。またこの4月の入学生を最後に桐蔭学園中学校の募集を停止。
- 2019年4月：桐蔭学園中等教育学校が男女共学となる。
- 2020年4月：幼稚部・小学部をそれぞれ幼稚園・小学校に改称。
- 2021年3月31日：桐蔭学園中学校を閉校（中等教育学校に一本化）。

## 校章・学園歌

### 校章、学校名の由来
桐蔭学園の校章は、「五三の桐」である。
桐には瑞鳥・鳳凰が宿るとされ、鳳凰が千里万里を天翔る前に、その力を養うのが桐樹の蔭である。これは、歴代理事長の母校である、旧制東京高等師範学校（東京教育大学を経た、現在の筑波大学）に因んだ校章となっている。
創立者であり初代理事長である柴田周吉や、2代目理事長である鵜川昇は、茗渓会（現：筑波大学同窓会）の会長を務めた。

### 学園歌
鵜川昇が東京高等師範学校の先輩であり人間探求派の俳人として知られる加藤楸邨に作詞を依頼して作られた。学園内のそれぞれの学校の校歌は学園歌と称し、1970年に制定された。
校歌には学校名が入っていない。作曲は、鵜川昇教え子の荒川よう。
歌詞は4番まであり、四季を示している。

## 交通
電車・バス
- 東急田園都市線青葉台駅・市が尾駅・東急田園都市線横浜市営地下鉄ブルーラインあざみ野駅、小田急小田原線柿生駅、小田急小田原線・小田急多摩線新百合ヶ丘駅、横浜線・横浜市営地下鉄グリーンライン中山駅よりバス。あざみ野と新百合ヶ丘の両駅からは『もみの木台』バス停下車、徒歩10分。青葉台、市が尾、中山の各駅からは『桐蔭学園前』バス停、柿生からは『桐蔭学園』バス停下車。所要時間はあざみ野からは約20分、青葉台・市が尾・柿生が約15～20分、新百合ヶ丘からは約20～25分、中山からは約40～50分。

## キャンパス
- 建築家の丹下健三、稲塚二郎、栗生明などが設計を手掛けた。
- キャンパス中央には、#概要に記した桐蔭学園シンフォニーホールを有している。ベルリン・フィルハーモニー管弦楽団、ウィーン・フィルハーモニー管弦楽団、NHK交響楽団等の演奏会も開催された。
- 大学が管理するアカデミウムには、横浜地方裁判所特号法廷（陪審法廷）が移築、復元、保存されており、この法廷を中心にミュージアム、ライブラリー、ホール、インフォメーションなどの諸施設がある。
- 鉄町のキャンパス以外には、東京都港区六本木の六本木ヒルズ森タワー内に「桐蔭学園東京教育センター」を、横浜市青葉区荏田西に「地域連携・生涯学習センター」を有している。

## 歴代理事長
- 柴田周吉
- 鵜川昇
- 榊原滋
- 平岩敬一
- 溝上慎一